# Elysius jacca
Elysius jacca là một loài bướm đêm thuộc phân họ Arctiinae, họ Erebidae.